# 11466 Katharinaotto
A 11466 Katharinaotto (ideiglenes jelöléssel (11466) 1981 EL33) egy marsközeli kisbolygó. Schelte J. Bus fedezte fel 1981. március 1-jén.

## Kapcsolódó szócikk
- Kisbolygók listája (11001–11500)